# L.A. Ring
Laurits Andersen Ring (født Laurits Andersen den 15. august 1854 i Ring, Hammer Sogn, Næstved, død 10. september 1933 i Skt. Jørgensbjerg, Roskilde) var en af dansk kunsts fremmeste malere ved indgangen til det 20. århundrede. I 1881 tog han navn efter sin fødeby, landsbyen Ring syd for Næstved, og kendes siden som L.A. Ring. Han var en pioner inden for såvel symbolisme og socialrealisme i dansk kunst.
Rings sociale engagement i livets ubehagelige realiteter afstedkom, at en kritiker gav ham tilnavnet "det hæsliges apostel". Hans maleri Sommerdag ved Roskilde Fjord regnes blandt et af dansk kulturhistories absolutte hovedværker og blev indlemmet i Den Danske Kulturkanon i 2006, af andre hovedværker fra hans hånd kan nævnes Ved frokostbordet og morgenaviserne, Banevogteren, landsbyen Ring, Forår i Hals, Kalkemanden. Det gamle hus bliver pudset op og På kirkegården i Fløng,. Ring var  Fritænker og erklæret ateist. Trods dette blev Ring døbt i kirken og bekræftede sin tro ved konfirmationen, han blev gift med Sigrid i kirken og deres tre børn er døbt i kirken og han støttede Sankt Ibs Kirke i Roskilde og blev begravet der. Han var dybt engageret i bøndernes og arbejdernes kamp for sociale og økonomiske forbedringer.
L.A. Ring har været inspiration for mange kunstnere, såvel malere som fotografer: blandt andre Edvard Weie, Olaf Rude, Harald Giersing, Claus Johansen, Sven Dalsgaard, dronning Magrethe 2., Viggo Rivad, Krass Clement, Allan Otte og mange flere. Han malede sit sidste, ufuldendte billede i 1932.
I 1923 dør Sigrid Kähler, kun 49 år gammel. Dette gør, at Ring ikke maler noget i 1923. Af økonomiske grunde genoptog han igen maleriet i 1924.
- L.A. Ring, Sommerdag ved Roskilde Fjord, 1900, Randers Kunstmuseum.

## Uddannelse
Kunstneren blev født som Laurits Andersen i landsbyen Ring på Sydsjælland. Rings forældre var hjulmager og tømrer Anders Olsen (1816–83) og landmandsdatter Johanne Andersdatter (1814–95). Han voksede således op under beskedne kår på et husmandssted og kom efter konfirmationen i lære som håndværksmaler i Præstø. I 1873, mens han arbejdede i København, besluttede Laurits at tage timer i maleri, og efter to års private studier blev han optaget på Det Kgl. Danske Kunstakademi i 1875. Han blev dog aldrig tilfreds med at gå på akademiet og brød sig ikke om den strenge træning inden for de klassiske discipliner. Han tilbragte også kort tid på Kunstnernes Frie Studieskoler under skagensmaleren P. S. Krøyer.

## Navneforandring
I 1881 besluttede han og vennen, maleren Hans Andersen fra landsbyen Brændekilde, at ændre deres efternavne. De tog deres fødebyers navne til efternavne for at undgå at blive forvekslet ved en fælles udstilling. Laurits kom da til at hedde L.A. Ring, og vennen Hans blev til H.A. Brendekilde. Rings første udstilling fandt sted i 1882,  men det var ikke før Emil Hannover og Karl Madsen, skrev i Tilskueren om L.A. Rings kunst i 1887 og 1889, at han begyndte at høste anerkendelse for sit arbejde.

## Krise
| - H.A. Brendekilde malede et symbolsk billede af Ring der står ved sit væltet staffeli. 1883 - L.A Ring, "Haveparti med Portrætfigur af Lars Ebbesen". En gårdejer fra Raagelunde, 1884 |

Men inden succesen skulle Ring igennem en krise. Det gik dårligt med salg af hans malerier i starten og faderen blev syg og Ring måtte tage hjem flere gange til forældrene i hjemmet og være der under faderens sygdom og død. Under disse ophold hos forældrene i perioden 1883-84 brugte Ring noget af tiden på to malerier Banevogteren og En vogterdreng, de første malerier han laver som friluftsmaleri.
I denne krisetid får han hjælp af H.A. Brendekilde, der formidler en invitation til besøg hos gårdejer Lars Ebbesen i Rågelund på Fyn i sommeren 1884, Ebbesen var en nær bekendt af Brendekilde og en usædvanlig kunstmæcen. Dette besøg udvikler sig til et livslangt venskab mellem Ring og Ebbesen og Ring kommer der også i somrene 1884 og 1885. Som tak malede Ring et portræt af Lars Ebbesen og af andre i familien. Desuden malede han her et høstbillede Tre mejere i 1884. Under opholdet i 1883 malede han kun To piger der graver kartofler, i 1884 portrætterne Petra. Rågelund, Portræt af Peder Andersen. Rågelund og Portræt af Johanne. Rågelund og det omtalte Tremejere og "Haveparti med Portrætfigur af Lars Ebbesen". En gårdejer fra Raagelunde. I 1885 malede han blandt andet Helligaften på landet. Rågelund.
Som en udvej af krisen foreslog vennen A.C. Tersløse at udvandre til Amerika, men Ring havde afstukket den vej han ville følge, skildring af det miljø han havde oplevet, og blev derfor hjemme.

## Revolutionær
Danmark befandt sig i en politisk turbulent tid, idet konseilspræsident Estrup tilsidesatte det demokratiske styre og regerede gennem de såkaldte provisorielove. Ring var politisk aktiv i Riffelbevægelsen, en revolutionær gruppe studerende, der greb til våben som forberedelse til et oprør; Ring gik rundt med en skarpladt pistol i baglommen, pistolen har han formentlig fået af Lars Ebbesen i 1884 under besøg hos ham, Lars Ebbesen var skytteforeningsformand. Ring blev stadig mere optaget af de fattiges vanskelige vilkår og social retfærdighed for underklassen.

## Ulykkelig forelskelse
Mens han boede i København blev han nære venner med advokat og amatørmaler Alexander Wilde og hans familie. Han tilbragte jule og somre sammen med familien, og formede et nært venskab med Wildes hustru Johanne. Ring var dybt forelsket i hende, men selvom de to udvekslede hyppige og intime breve, forblev hun tro mod sin mand. Ring malede adskillige indfølende portrætter af Johanne Wilde. Da han imidlertid indså, at forholdet aldrig ville kunne blive til noget, vendte han ryggen til familien Wilde, hvorefter han gennemlevede en periode præget af dyb depression. I 1893 modtog han et rejselegat og tilbragte året med studier i Italien.

### Nattevagt
I 1894 blev Ring benyttet som model for en af karaktererne i romanen Nattevagt af Henrik Pontoppidan, den danske forfatter og senere Nobelprismodtager og Rings gamle ven. Ring tjente som model for den lidet flatterende karakter Thorkild Drehling, en maler og mislykket revolutionær, der var forelsket i sin bedste vens hustru. Ring protesterede ikke imod det uindsmigrende portræt, men han var krænket over at Pontoppidan på denne måde havde røbet hans forelskelse i Johanne Wilde. Dybt såret over at Pontoppidan således havde forrådt hans fortrolighed, afbrød han venskabet uden nogensinde at give en forklaring derfor.

## Rings "forår"
Efter sin hjemkomst fra Italien begyndte han arbejdet på en stribe malerier med den unge maler Sigrid Kähler som model. Hun var datter af Næstved-keramikeren Herman Kähler. Den 25. juli 1896 giftede Ring sig med Sigrid Kähler, som på det tidspunkt kun var 21 år gammel (han var 42). I årene efter ægteskabet indtræder der nogle lysere toner og motiver i Rings maleri. Parret boede sammen i Karrebæksminde og fik tre børn, Ghita, Anders Ring og Ole Ring, før Sigrid Kähler døde i 1923, 49 år gammel. I 1900 modtog Ring bronzemedaljen på Verdensudstillingen i Paris for sit store portræt af Sigrid, I havedøren. Kunstnerens hustru (1897). Parrets søn, Ole Ring (1902-1972), blev også kunstner og malede i en stil, der var tydeligt påvirket af faderens.
En tid boede Ring i Baldersbrønde nær Hedehusene, i den tidligere skolebygning, der senere skulle komme til at fungere som hjem for en anden maler, Ludvig Find. Ring lavede talrige malerier fra disse landsbyer. I 1913 var Ring blevet et anerkendt medlem af det danske kunstliv, og sad i bedømmelsesudvalget ved de årlige censurerede Charlottenborgudstillinger. Han fik bygget et hus ved Sankt Jørgensbjerg i Roskilde med udsigt over fjorden – her tilbragte han de sidste ti år af sit liv, før sin død i 1933.

## Eftermæle
Et år efter Rings død udgav forfatteren Peter Hertz en biografi, hvor han opsummerede Rings liv og virke: ”Hans Livsværk bliver som hans Liv og som hans Væsen: det stille Vand med den dybe Grund”.
I dag er Rings kunst repræsenteret på stort set alle danske kunstmuseer, og talrigt på især Ordrupgaard, Kroppedal Museum, Den Hirschsprungske Samling, Randers Kunstmuseum og Statens Museum for Kunst. Derudover ejer Statsministeriet 31 Ring-malerier. Malerierne i Statsministeriet er testamentarisk arv fra forretningsmanden, O.P. Christensen.
Efter Rings død bragte aviserne adskillige nekrologer, Politiken bragte fem nekrologer alle med positiv omtale, blandt andet skrev Knud Pontoppidan,at "dansk Kunst har mistet en af sine bedste Mænd. Om det vil der være Enighed i alle Lejre".
Andre nekrologer var forfattet af Andreas Vinding, Aksel Jørgensen, vennen og lokalhistorikeren Arthur Fang og Poul Henningsen. Berlingske Tidende bragte flere nekrologer. Kai Flor og Johannes V. Jensen skrev mindedigte om Ring og hans værker. En planlagt retrospektiv udstilling i anledning af Rings 80 års fødselsdag blev ændret til en mindeudstilling i november 1933 på grund af hans død.

### Omtale og udstillinger
Siden 1951 har Rings værker været beskrevet i mere end 150 artikler, i aviser, tidsskrifter og bøger. Dertil kommer adskillige udstillinger i Danmark og i udlandet af Rings værker, i 1953 "L.A. Ring 1854-1933"Kunstforeningen på Gammel Strand, København med 93 malerier i en separatudstilling, dansk-svensk vandreudstilling i 1973 med 46 værker, "Northern Light" i 1982-83 tre steder i USA, 1984 stor udstilling på Ordrupgaard med 100 værker, "Nordiske stemninger" 2003 på Blaafarveværket, Norge, med 42 Ring-malerier og "På kanten af verden" i 2006-07 på Statens Museum for Kunst og Randers Kunstmuseum med 85 værker. 2019-2020 "On the Edge of the World. Masterworks by Laurits Andersen Ring from SMK. The National Gallery of Denmark", National Nordic Museum, Seattle, Bruce Museum, Greenwich.
Johannes V. Jensen udgav i 1937 digtsamlingen Paaskebadet, der indeholdte et hyldestdigt om L.A. Ring med titlen L.A. Ring og første verslinje i første strofe
"Han gjorde ej paa Mesterværket Jagt."
Digtet var tidligere udkommet i kataloget til Mindeudstillingen for L. A. Ring på Charlottenborg i 1933.

## Stil og motiver
Ring trak veksler på en dansk tradition for almuekunst, som det kendes fra værker af for eksempel J. Th. Lundbye, men inkorporerede også påvirkninger fra mere moderne malere som Paul Gauguin, Jean-François Raffaëlli og Jean-François Millet. Tidligere er det blevet diskuteret blandt forskere hvorvidt Ring skulle kategoriseres som en realistisk eller symbolistisk maler, men i de senere år har man indenfor den kunsthistoriske forskning accepteret, at de to aspekter af hans værk er lige vigtige og komplimenterer hinanden.
Et træk som Ring har brugt flere gange er at placere et eller flere objekter i billedkanten, hvilket for eksempel kan se i Runesten ved Roskilde Landevej, Når toget ventes. Jernbaneoverkørsel ved Roskilde Landevej, Sommerdag ved Roskilde Fjord og Lundbyes bænk ved Arresø. Ring bruger også ofte at lægge horisontlinjen højt, som i arbejderskildringerne, men også i Lundbyes bænk ved Arresø, Krager på pløjemarken, På kirkegården i Fløng og Skærsommer. Tre børn i en mark med kornblomster.
Maleriet I havedøren (1897) forestiller Rings hustru, Sigrid Kähler, omgærdet af subtile symboler, der vidner om hans kærlighed til hende. For eksempel er myrtegrenene over hendes hoved et symbol for Afrodite i græsk mytologi, og myrten blev traditionelt brugt til at smykke bruden ved bryllupper i Danmark.
Som kunstner distancerede Ring sig aldrig fra sin ydmyge baggrund, men gjorde det snarere til et hovedtema i sin kunst at skildre det fattige landlivs realiteter. Dette ses for eksempel i maleriet Akssamlere (1887), der viser hvordan de fattige landboere møjsommeligt indsamlede de korn, som lå tilbage på marken efter høst med maskiner; et motiv der først fandt berømmelse med Millets malerier i 1850'erne. Hovedparten af Rings malerier gengiver landsbyliv og landskaber på Sydsjælland, fra Præstø til Næstved. I hans landskabsmalerier finder man imidlertid også lag af psykologisk symbolisme, indgydet som de er med en overjordisk mystik og sælsomme stemninger. Denne stil er blevet beskrevet som "anti-naturalisme".
Inspireret af forfattere som J.P. Jacobsen og ideer fra Det Moderne Gennembrud blev Ring ateist, og hans malerier udforskede i udpræget grad motiver og symboler, der satte livets og dødens kræfter op imod hinanden. Selv i skildringer af landarbejdere indlejrede Ring altid dybere lag af symbolisme og abstraktion. For eksempel er det store maleri I høst (1885) ikke blot en skildring af en arbejdende landmand, ej heller af hans bror, der agerede model, men af livets cyklus symboliseret ved leen, der høster det modne korn.
Rings vedholdende engagement i livets ubehagelige realiteter afstedkom, at en kritiker gav ham tilnavnet "det hæsliges apostel". Men Karl Madsen skriver senere i Tilskueren: "Ring er maaske den mest ubestikkelige Sandhedssøger i hele vor Kunst. Han regner ikke med hvad Verden anser for skønt og hvad den anser for hæsligt; (...).". Andre har tolket hans interesse for usentimental realisme som et udtryk for hans ateistiske livsholdning. Kunstneren selv skrev lakonisk i et brev i forbindelse med sin 40 års fødselsdag, at ”Livet er kort og Kunsten lang".

## Rings motivkredse
Hele hans oeuvre er udtryk for, at han var splittet mellem et stærkt tilhørsforhold til traditionen og samtidig til en moderne tidsånd. Mange af hans billeder gengiver korsveje og tærskler: overgangen mellem at vente i og forlade en døråbning, et vindue eller en jernbaneoverskæring. Denne symbolisme ses for eksempel i maleriet I havedøren. Kunstnerens hustru, der viser kunstnerens hustru stående på dørtærsklen mellem stuen og haven udenfor, på en baggrund af spirende forårsvækster og knudrede, visne grene. Sommetider optræder mere end en motivkreds i et maleri, som for eksempel i Runesten ved Roskilde Landevej, der indeholder både tærskel og vejen, som motivkreds.

### Arbejderskildringer
Som Erik Henningsen og H.A. Brendekilde malede L.A. Ring socialrealistiske arbejderskildringer, men ikke så bemærkelsesværdige som Henningsens En såret arbejder og Brendekildes Udslidt. Ring forsøger ikke at vække medlidenhed eller søge sympati for de svage.
L.A. Ring udførte en række monumentale arbejderskildringer, I Høst fra 1885, Drænrørsgraverne også fra 1885, Arbejdere ved en vandledning ved Søndersø fra 1891, Teglværksarbejdere. Ladby Teglværk fra 1892 og Sædemanden fra 1910. De er alle malet i det store format ca. 185 x 155 cm bortset fra Drænrørsgraverne der har det mindre format 142,5 x 111,5.
| - L.A. Ring, I høst, 1885, Statens Museum for Kunst - L.A. Ring, Drænrørsgraverne, 1885, Statens Museum for Kunst - L.A. Ring, Arbejdere ved en vandledning ved Søndersø, 1901, Fuglsang Kunstmuseum - L.A. Ring, Teglværksarbejdere. Ladby teglværk, 1892, Vejen Kunstmuseum |

Malerierne har alle en høj horisontlinje og personerne rager ikke ind i himlen i overensstemmelse med Rings ateistiske holdning og forbliver ved jorden, de har ydermere taget farver fra omgivelserne.

### Døden
Efter broderens død i 1886 og frem til hjemkomsten fra Italien i 1895, var Ring meget optaget af døden og det satte sig spor i hans motivverden både i landskabsmalerierne og figurbilleder.
| - L.A. Ring, Skelet. Døden uden vinger, 1887, privateje - L.A. Ring, Aften. Den gamle kone og døden, 1887, Statens Museum for Kunst - L.A. Ring, Raager på Pløjemarken, 1891, privateje - L.A. Ring, Elletrunter, 1893, Dronning Margrethe II - L.A. Ring, De blinde. Efter Pieter Brueghel den Ældres “Parablen om de blinde”, dateret 1568 - L.A. Ring, Tre dødningehoveder fra Convento dei Cappucini ved Palermo,1894, Statens Museum for Kunst - L.A. Ring, Efter solnedgang, "Nu skrider Dagen under, og Natten vælder ud", 1899, Statens Museum for Kunst |

Under rejsen til Italien 1893-95, opholder Ring sig i Napoli i halvanden måned og kopierer her Pieter Brueghel den Ældres Parablen om de blinde fra 1568. Tager herfra til Palermo og maler skeletter og dødninge i et klosters kældre og har planer om at male en dødedans. Ideen blev opgivet, i stedet blev det indarbejdet i kulminationen af Rings optagethed af døden i maleriet, Efter solnedgang, "Nu skrider Dagen under, og Natten vælder ud".

### Vejen
I Rings kunst er vejen, landevejen, hulvejen og markstien et gennemgående motiv, også andre linjer som bække, åløb, flodmundinger og åbent hav og det moderne som broer, jernbanespor og telefontråde bruger Ring som ledemotiver. Vejene leder blikket ind i billederne og videre ud igen, som symbol på den menneskelige tilværelse.
| - L.A. Ring, Kählers bygning bag Banken i Næstved, 1895, Randers Kunstmuseum - L.A. Ring, Aaløb gennem grønne Enge ved Sommertid, 1898, - L.A. Ring, Runesten ved Roskilde Landevej, 1912, privateje |

### Tærskel
Ring bruger ofte døre og vinduer som tærskler. I nogle af tærskelbillederne befinder mennesket sig i en tøvende tilstand foran døråbningen eller vinduet og venter på at kunne forene sig med verden udenfor. I andre motiver er det den ultimative tærskel til døden, som i Den syge mand og På kirkegården i Fløng. Et andet tærskelmotiv er mødet mellem gammelt og nyt, som i Banevogteren, Når toget ventes - Jernbaneoverskæring ved Roskilde Landevej og Runesten ved Roskilde Landevej.
| - L.A. Ring, Den syge mand, 1902, Den Hirschsprungske Samling - L.A. Ring, På kirkegården i Fløng, 1904, Statens Museum for Kunst - L.A. Ring, Runesten ved Roskilde Landevej, 1912, privateje - L.A Ring, Når toget ventes - Jernbaneoverskæring ved Roskilde Landevej, 1914, Statens Museum for Kunst - L.A. Ring, Stygt vejr. Baldersbrønde, 1908, Ribe Kunstmuseum - L.A. Ring, Ved vinduet. Ole Ring, Ordrupgaard, 1925 - L.A. Ring, Foråret og den gamle, 1926, privateje - L.A. Ring, Sønnen Ole kigger ud af vinduet, 1930, Randers Kunstmuseum |

### Landskaber
Ring var især landskabsmaler, men i starten af karrieren var det ikke landskabsmalerierne der dominerede. Frem til 1887 var der vel 10 landskabsmalerier ud af ca. 90 malerier. Fra 1888 og til Rings død udgjorde landskabsmaleriet ca. tre fjerdedele af hans produktion.
| - L.A. Ring, Tåget landskab med Mogenstrup Mølle, 1889, privateje - L.A. Ring, Vej ved Vinderød, 1898, Statens Museum for Kunst - L.A. Ring, Susåen. Broen og møllen ved Karrebæksminde, 1898, Statsministeriet - L.A. Ring, Lundbyes bænk ved Arresø, 1899, Ordrupgaard - L.A. Ring, Åen og havnen ved Frederiksværk, 1900, Den Hirschsprungske Samling - L.A. Ring, Diset vinterdag i Vinderød, 1901, Fuglsang Kunstmuseum - L.A. Ring, Tidligt forår. Motiv ved Melby, 1901, Ordrupgaard - L.A. Ring, Indhegnede grønninger ved en gård med en storkerede på taget, Skærbæk, 1903, Davids Samling - L.A. Ring, Fjorden ved Karrebæksminde, 1910, Statens Museum for Kunst |

### Husvogn
I 1911 fik L.A. Ring en lokal smed til at ombygge en gammel hestetrukken bus til husvogn. Efter Rings tegninger blev bussen forvandlet og sammen med et par telte udgjorde det midlertidig en bolig for Ring og hans familie. Med husvognen bevægede Ring og familie sig til Greve Strand og Enø. Med husvognen fik Ring opfyldt sit ønske om at være nær ved motiverne, idet vognen blev kørt ud til kysten, hvor Ring malede landskabet med vand, sten og marehalm, desuden malede han også ofte selve husvognen.
- L.A. Ring, Kunstnerens hustru ved familiens sommervogn, 1911, Statsministeriet
- L.A. Ring, Klar sommerdag ved Greve Strand (1911)
- L.A. Ring, Sommerdag ved Greve Strand. Solskin. Blaa Himmel og blaat Vand, 1911
- L.A. Ring, Kunsterens sommervogn og telt ved Enø Strand, 1913, Nationalmuseum, Stockholm
- L.A. Ring, Sommerdag på Enø. En mark med modent korn i forgrunden, 1913, Ribe Kunstmuseum
- L.A. Ring, Store sten på Strandkanten Enø, 1913, Statsministeriet
- L.A. Ring, Vej langs stranden Stille sommerdag på Enø, 1913, Statsministeriet
- L.A. Ring, Stenet strandkant på Enø ,1914, Statsministeriet

## Hovedværker
Banevogteren. Landsbyen Ring, I Høst, Forår i Hals, Forår. Ebba og Sigrid Kähler, I havedøren. Kunstnerens hustru, Ved frokostbordet og morgenaviserne, Efter solnedgang. "Nu skrider Dagen under, og Natten vælder ud", Sommerdag ved Roskilde Fjord, På kirkegården i Fløng, Kalkemanden. Det gamle hus bliver pudset op og Stygt vejr. Baldersbrønde betragtes som Rings hovedværker.
Sommerdag ved Roskilde Fjord er optaget i Kulturkanonen.
| - L.A Ring, Banevogteren. Landsbyen Ring, 1884, Nationalmuseum - L.A. Ring, Forår i Hals, 1892, Statens Museum for Kunst. Krøblingen på billedet kan tolkes både som lokale Kræn Kyhlen og som Tordenkalven. - L.A. Ring, Forår, 1895, Den Hirschsprungske Samling - L.A. Ring, I havedøren. Kunstnerens hustru, 1897, Statens Museum for Kunst - L.A. Ring, Ved frokostbordet og morgenaviserne, 1898, Nationalmuseum - L.A. Ring, Efter solnedgang, "Nu skrider Dagen under, og Natten vælder ud", 1899, Statens Museum for Kunst - L.A. Ring, Sommerdag ved Roskilde Fjord, 1900, Randers Kunstmuseum - L.A. Ring, Kalkemanden. Det gamle hus bliver pudset op, 1908, Statens Museum for Kunst |

## Gengivelser af kunstneren
| - Elisabeth Wandel, Portræt af maleren Laurits Andersen Ring, 1898, ukendt ejer - H.A. Brendekilde, Portræt af maleren L.A. Ring, før 1900, Fyns Kunstmuseum - Knud Larsen, Portræt af Laurits Andersen Ring, 1901, privateje - Gunnar Jensen, Maleren L.A. Ring, 1912-1913, Statens Museum for Kunst |

## Hæder
- 1887, 1889, 1893, 1894 Akademiet
- 1889 Mention honorable, Paris
- 1896 årsmedalje 1
- 1897 guldmedalje, Dresden
- 1899 Serdin Hansens Præmie
- 1899 Det anckerske Legat
- 1900 bronzemedalje, Verdensudstilling i Paris (for I havedøren. Kunstnerens hustru)
- 1901 guldmedalje München
- 1901 2 (Eckersberg Medalje)
- 1906 Thorvaldsen Medaillen
- 1918 Treschow
- 1924 N.P. Mols
- 1930 medlem af Kunstakademiet i Stockholm

## Udvalg af L.A. Rings værker
Se også et større udvalg af Værker af L.A. Ring
| - L.A. Ring, Ung pige, der ser ud af et tagvindue, 1885, Nasjonalgalleriet - L.A. Ring, Husmandsfolk i landsbyen Ring, 1887 - L.A. Ring, Landevejen ved Maagenstrup, 1888, Statens Museum for Kunst - L.A. Ring, Maleren i landsbyen, 1897, Statens Museum for Kunst - L.A. Ring, Maduddeling på Frederiksberg, 1897, Sorø Kunstmuseum - L.A. Ring, Seks portrætter af Herman A. Kählers børn, 1898, - L.A. Ring, Landsbygade i Baldersbrønde, 1905, ARoS. - L.A. Ring, Brøndgade, Sankt Jørgensbjerg, 1927, ARoS. |